# Rauzan
 Rauzan  es una población y comuna francesa, situada en la región de Aquitania, departamento de Gironda, en el distrito de Libourne y cantón de Pujols.

## Demografía
| 841 | 858 | 903 | 888 | 978 | 1035 |
| Para los censos de 1962 a 1999 la población legal corresponde a la población sin duplicidades (Fuente: INSEE [Consultar]) |     |     |     |     |      |